# Albert Helbling
Albert Helbling (* 12. Juni 1878 in Epsach; † 7. Januar 1964 in Grenchen, reformiert, heimatberechtigt in Epsach) war ein Schweizer Politiker (FDP).

## Leben
Albert Helbling kam am 12. Juni 1878 in Epsach als Sohn des Friedrich Helbling und der Anna Maria geborene Laubscher zur Welt. Helbling, der seine Kindheit und Jugend in Gerolfingen in der Gemeinde Täuffelen verbrachte, absolvierte die landwirtschaftlichen Kurse in Rütti.
In der Folge leitete Helbling zunächst den Zuckerrübenbau in Cudrefin, ab 1910 den Rübenbau in Grenchen. Nach Einstellung dieses Betriebs war Albert Helbling vierzig Jahre als Verwalter der landwirtschaftlichen Genossenschaft Grenchen tätig. Dazu präsidierte er die reformierte Kirchgemeinde Grenchen.
Er war verheiratet mit Anna Martha geborene Buri. Albert Helbling verstarb am 7. Januar 1964 im Alter von 85 Jahren in Grenchen.

## Politische Laufbahn
Als Mitglied der freisinnigen Partei amtierte Helbling auf kommunaler Ebene als Gemeinderat in Grenchen. Auf kantonaler Ebene vertrat er seine Partei zwischen 1921 und 1946 im Solothurner Kantonsrat, dem er 1944 als Präsident vorstand. Darüber hinaus nahm Helbling von 1931 bis 1947 Einsitz in den Nationalrat. Dort präsidierte Albert Helbling die Kommission für Milchpreisstützung und die Eidgenössische Finanzkommission. Zudem fungierte er zwischen 1939 und 1958, als Nachfolger von Friedrich Stuber, als Präsident des Genossenschaftsverbands der Nordwestschweiz. Er trat als Förderer der Güterzusammenlegung auf.